# Guillemette Laurens
Guillemette Laurens (née le 6 novembre 1957) est une mezzo-soprano française spécialisée dans le répertoire baroque.

## Biographie
Guillemette Laurens est née à Fontainebleau en 1957. Elle fit des études de solfège, de piano et de musique de chambre au conservatoire de Toulouse.
En 1979, elle participa à la fondation de l'ensemble Les Arts florissants, un des fers de lance du mouvement de renouveau de la musique baroque surnommé Baroqueux en France et en Belgique.
Elle travailla intensivement tout au long des années 1980 avec cet ensemble sous la direction de William Christie.
Elle a travaillé avec les ensembles baroques et des chefs prestigieux : outre Les Arts Florissants, on peut noter dans sa discographie des enregistrements avec La Chapelle royale de Philippe Herreweghe et l'Amsterdam Baroque Orchestra de Ton Koopman.
Guillemette Laurens enseigne depuis 2011 le chant lyrique au Conservatoire Hector Berlioz de Paris. Elle a été élevée au grade de chevalier dans l'ordre des Arts et des Lettres en 2002 pour l'ensemble de sa carrière et sa contribution au rayonnement artistique de la France à l'étranger.

## Discographie sélective

### Avec Les Arts florissants
- 1980 : Cæcilia, Virgo et Martyr (Cécile, Vierge et Martyre) H.413 de Marc-Antoine Charpentier
- 1980 : Filius Prodigus (Le Fils prodigue) H.399 de Marc-Antoine Charpentier
- 1981 : Pastorale sur la Naissance de N.S. Jésus-Christ H.483 de Marc-Antoine Charpentier
- 1981 : Altri canti (d'amore puis : Altri canti di Marte) de Claudio Monteverdi
- 1982 : In nativitatem Domini Nostri Jesu Christi canticum H.414 (In Nativitatem D.N.J.C. Canticum : Cantique pour la Nativité de Notre Seigneur Jésus-Christ) de Marc-Antoine Charpentier
- 1982 : Oratorios (Il pecator pentito : Le pécheur repenti) (O Cecità del misero mortale : Ô cécité du misérable mortel) de Luigi Rossi
- 1982 : Les Arts Florissants H.487 de Marc-Antoine Charpentier
- 1982 : Antiennes "O" de l'Avent H. 36 - 43 de Marc-Antoine Charpentier
- 1983 : Il ballo delle ingrate (Vénus) et La Sestina de Claudio Monteverdi
- 1984 : Airs de cour (1689) de Michel Lambert
- 1986 : Dido and Æneas de Henry Purcell (Didon)
- 1987 : Atys de Lully (Cybèle)

### Avec La Chapelle royale
- 1981 : Motets pour la chapelle du roy d'Henry Du Mont
- 1985 : Grands Motets de Jean-Baptiste Lully
- 1987 : Vespro della Beata Vergine de Claudio Monteverdi (Chapelle royale, Collegium Vocale, Sacqueboutiers de Toulouse)
- 1992 : Armide de Jean-Baptiste Lully (avec Howard Crook, Bernard Deletré et Véronique Gens)

### Avec Les Musiciens du Louvre
- 1990 : Le Malade Imaginaire H 495 de Marc-Antoine Charpentier

### Avec l'Amsterdam Baroque Orchestra
- 1991 : Oratorio La Resurrezione de Haendel

### Avec le Poème harmonique
- 1999 : Il nuovo stile de Domenico Belli

### Avec la Simphonie du Marais
- 2005 : Isis de Jean-Baptiste Lully (Junon)
- 2007 : Ulysse  de Jean-Fery Rebel

### Avec Les Passions - Orchestre baroque de Montauban
- 2007 : Vêpres vénitiennes, motets de Nicola Porpora.

### Avec Michel Godard
- 2015 : A Trace of Grace. Claudio Monteverdi, Michel Godard, Steve Swallow (« Un trio de jazz rencontre un trio baroque »). Avec Michel Godard (serpentiste), Steve Swallow (bassiste), etc

## Rôles à l'opéra, Oratorio
- Atys de Lully (Cybèle)
- Isis de Lully (Junon)
- Juditha Triumphans de Vivaldi (Holofernes) RV 644, I Barocchisti / Coro della RSI
- Oratorio de Noël de Camille Saint-Saëns, Marie Paule Dotti, soprano, Guillemette Laurens, mezzo-soprano, Luca Lombardo, ténor, Nicolas Testé, basse, Francesco Cera, orgue, Coro della Radio Swizzera, Lugano, Orchestra della Swizzera Italiana, dir. Diego Fasolis. CD Chandos 2004